# Perpinyà TV
Perpinyà TV, antigament Perpignan Infos, és un canal de televisió local creat per l'Ajuntament de Perpinyà el 1999. Ha format part de la xarxa de televisions Televisió sense Fronteres i en 2006 ha emès en connexió amb Televisió Digital de Catalunya.
El canal es pot sintonitzar en analògic (40 UHF), via la xarxa de cable de Perpinyà o per internet.
Els programes, emesos les vint-i-quatre hores el dia, inclouen espais informatius, reportatges i programes de plató, bàsicament en llengua francesa i en certa manera en llengua catalana.
Actualment té tres programes dedicats a la llengua catalana: ComuniCa't (divulgatiu, per aprendre la llengua), Això és la pera (programa infantil en català) i la sèrie Poble Nou.